# Sungai Napal
Sungai Napal is een bestuurslaag in het regentschap Musi Banyuasin van de provincie Zuid-Sumatra, Indonesië. Sungai Napal telt 882 inwoners (volkstelling 2010).